# Bahamas ai Giochi della XXX Olimpiade
Le Bahamas parteciparono ai Giochi della XXX Olimpiade, svoltisi a Londra, Regno Unito, dal 27 luglio al 12 agosto 2012, con una delegazione di 21 atleti impegnati in due discipline.